# San Martín del Progreso
San Martín del Progreso är en ort i Mexiko.   Den ligger i kommunen San Felipe Tepatlán och delstaten Puebla, i den sydöstra delen av landet, 160 km nordost om huvudstaden Mexico City. San Martín del Progreso ligger 755 meter över havet och antalet invånare är 502.
Terrängen runt San Martín del Progreso är kuperad åt nordost, men åt sydväst är den bergig. Runt San Martín del Progreso är det ganska tätbefolkat, med 124 invånare per kvadratkilometer. Närmaste större samhälle är Olintla, 10,3 km öster om San Martín del Progreso. Omgivningarna runt San Martín del Progreso är en mosaik av jordbruksmark och naturlig växtlighet.